# Renato Ghiselli
Renato Ghiselli (Vicenza, 4 marzo 1890 – ...) è stato un calciatore italiano, di ruolo mediano.

## Carriera
Nel 1907 inizia a giocare nell'Olympia, squadra vicentina appena fondata. Prende parte "Coppa Challenge-Pro Vicenza" nel settembre dello stesso anno, giocando contro il Vicenza.
Diciotto mesi dopo, precisamente il 4 dicembre 1908, le due società si fondono facendo nascere l'Associazione del Calcio di Vicenza; Ghiselli diventa quindi un giocatore di questa nuova società.
Con la squadra gioca diverse stagioni del Campionato Veneto e in quello Veneto-Emiliano, rimanendo in rosa fino al 1914. In carriera segna una sola rete, quella che sblocca la partita vinta in casa per 7-1 contro il Modena disputata il 13 gennaio 1913.